# 山内豊健
山内 豊健（やまうち とよたけ、1903年〈明治36年〉8月16日 - 1946年〈昭和21年〉1月10日）は、大正・昭和初期の武道家、京都山内派長谷川英信流居合術の第18代宗家、陸軍少尉、従四位、子爵。山内容堂の孫。戦前の名剣士の一人。

## 来歴

### 生い立ち
明治36年（1903年）8月16日、子爵・山内豊尹の二男として、東京市三河台町に生れる。
幼少期は高知に居住し、海南中学校（現・小津高校）に学ぶ。剣道と書道を得意とし、居合は幕末に祖父・山内容堂が修めた無双直伝英信流を、第17代宗家・大江正路より指導を受け、免許皆伝を受ける。

### 襲爵
大正7年（1918年）、兄・山内豊陽の隠居に伴い、東京へ居を移し子爵を襲爵。

### 師範として
大正9年（1920年）、大日本忠孝館道場において柳生神影流第10代宗家・久保義八郎より『阿州柳生神影流兵法剣術』の免許皆伝を受け、また大日本武徳会より剣道錬士の称号を授与さる。
京都に居を移し、武道専門学校において剣道および居合を指導。また善通寺師団、東京の明武館、埼玉の正明中学校でも剣道・居合を教えた。書は三楽書道会、龍崎書道会などに属す。
昭和10年（1935年）、北海道出身の片石アサ子と婚姻。
昭和13年（1938年）、谷田佐一と共に『図解居合詳説』を著す。
昭和16年（1941年）、大東亜戦争に際し応召出征。善通寺騎兵連隊に配属さる。陸軍少尉。
昭和20年（1945年）8月15日、玉音を拝し終戦。引揚船の中でチフスに罹患。
昭和21年（1946年）1月10日、岐阜川崎病院にてチフスにより病歿。享年44歳。
墓は高知県高知市・筆山にある。

## 家族
- 祖父：山内容堂
  - 父：山内豊尹
  - 母：山内勝子（松平信庸の娘）
    - 兄：山内豊陽
    - 姉：渡辺禎（1894年生）渡辺汀の妻[3]
    - 姉：白井恵美（1898年生）会津藩士 白井新太郎の養子・白井龍一郎の妻[4]
    - 本人：山内豊健
    - 妻：山内アサ子 - 北海道婦人警官第1号
      - 長男：山内豊臣 - 長谷川英信流(京都山内派)名誉会長、京都豊剣会顧問

## 門下
京都山内派の居合の伝系としては、第17代宗家・大江正路、第18代・山内豊健、第19代・河野兼光、第20代・尾上政美、第21代・関口高明などが知られている。

### 弟子
- 河野兼光
- 三谷義里
- 井下經廣
- 宇野又二

### 孫弟子
- 山越正樹
- 木村幸比古（豊剣会会長）
- 加茂治作

## 著書
- 『図解居合詳説』山内豊健、谷田左一共著、秋文堂、昭和13年
- 『京都山内派無雙直傳英信流居合術』山内豊健、宇野又二 伝、山内豊臣監修、山越正樹編、京都山内派出版局、2002年

## 補註
1. 1 2 3 4 5 6 7  『高知県人名事典』高知新聞社編、平成11年版
2. ↑  『官報』第1730号、1918年5月11日。
3. ↑  渡辺汀『人事興信録』第8版 [昭和3(1928)年7月]
4. ↑  白井新太郎『人事興信録』第8版 [昭和3(1928)年7月]